# Pegase
Pegase es una película dramática marroquí dirigida por Mohamed Mouftakir y estrenada el 3 de septiembre de 2010 en el Festival International du Film Francophone de Namur y el 12 de enero de 2011 en los cines de Marruecos.

## Sinopsis
Zineb es un psiquiatra que debe tratar el caso de Rihana, una joven traumatizada y embarazada que constantemente invoca en murmullos a un tal "Señor del Caballo". Pronto, la historia de Rihana despierta pensamientos reprimidos en la propia mente problemática de Zineb, y la realidad se funde en una fiebre fantasmagórica de miedo y negación.

## Reparto
- Saadia Ladib es Zineb
- Majdouline Idrissi es Ryhana
- Driss Roukhe es Chrif
- Anas El Baz es Zayd
- Nadia Niazi es La mère
- Abdellatif Chaouqi es el doctor
- Fatima Zahra Bennacer es la enfermera
- Ghizlaine Alaoui es Ito